# Елеонора фон Золмс-Лаубах
Елеонора фон Золмс-Лаубах (на немски: Eleonore zu Solms-Laubach; * 9 септември 1605, Лаубах; † 6 юли 1633, замък Карлсбург, Дурлах) е графиня от Золмс-Лаубах и чрез женитба маркграфиня на Баден-Дурлах.

## Живот
Тя е дъщеря на граф Алберт Ото I фон Золмс-Лаубах (1576 – 1610) и съпругата му принцеса Анна фон Хесен-Дармщат (1583 – 1631), дъщеря на ландграф Георг I фон Хесен-Дармщат и Магдалена фон Липе.
Елеонора се омъжва на 8 октомври 1627 г. в Касел за маркграф Фридрих V фон Баден-Дурлах (1594 – 1659), най-възрастният син на маркграф Георг Фридрих и съпругата му Юлиана Урсула фон Салм-Нойфвил. Тя е втората му съпруга. Кръстник на техния син Бернхард Густав като негов племенник е шведския крал Густав II Адолф. Тя има заварен син Фридрих VI фон Баден-Дурлах (1617 – 1677).
Елеонора умира на 6 юли 1633 г. в замък Карлсбург в Дурлах. Нейният съпруг се жени още три пъти (1634, 1644 и 1650 г.).

## Деца
Елеонора и Фридрих V фон Баден-Дурлах имат децата:
- Анна Филипина (* 9 септември 1629; † 27 декември 1629)
- Елеанора (*/† 15 ноември 1630)
- Бернхард Густав Адолф (* 24 декември 1631; † 26 декември 1677), генерал-майор на шведската войска, от 1665 г. католик, 1667 бенедиктинец, 1671 абат в манастир Фулда, 1673 абат в Кемптен, 1672 кардинал